# Георге Богю
Георге Богю (рум. Gheorghe Boghiu, нар. 26 жовтня 1981, с. Невирнец Фалештського району МРСР) — молдовський футболіст, нападник клубу «Заря» (Бєльці) і національної збірної Молдови.

## Клубна кар'єра
У дорослому футболі дебютував 1998 року виступами за команду клубу «Олімпія» (Бєльці), в якій провів вісім сезонів.
Згодом з 2006 по 2014 рік грав у складі кишинівської «Дачії», російських «Салюті» (Бєлгород), «Авангарді» (Курськ) та «Читі», румунського «Оцелула», казахстанського «Кизилжара», узбекистанського «Насафа», на батьківщині за «Мілсамі», а також в Азербайджані за АЗАЛ (Баку).
До складу клубу «Тирасполь» приєднався 2014 року. Відіграв за тираспольський клуб 26 матчів в національному чемпіонаті.
У 2015 році приєднався до клубу «Заря» (Бєльці), де розпочинав свою ігрову кар'єру.

## Виступи за збірну
У 2005 році дебютував в офіційних матчах у складі національної збірної Молдови. Наразі провів у формі головної команди країни 4 матчі.
| Дата       | Місто   | Господарі | Результат | Гості   | Турнір            | Голи | Примітки |
| ---------- | ------- | --------- | --------- | ------- | ----------------- | ---- | -------- |
| 24/05/2005 | Бакеу   | Румунія   | 2 – 0     | Молдова | товариський матч  | -    |          |
| 03/06/2011 | Кишинів | Молдова   | 1 – 4     | Швеція  | Відбір до ЧЄ 2012 | -    |          |
| Усього     |         | Матчів    | 2         |         | Голів             | 0    |          |

## Титули та досягнення
- Володар Суперкубка Молдови (1):

«Мілсамі»: 2012.
- Володар Кубка Молдови (1):

«Заря» (Бєльці): 2015–2016.